# Taeniolethrinops laticeps
Taeniolethrinops laticeps iè una specie di ciclidi endemica del Lago Malawi, che vive sui substrati sabbiosi. Questa specie può raggiungere una lunghezza di 30 centimetri (lunghezza totale).